# Eugen Lennhoff
Eugen Lennhoff (1891-1944) – austriacki dziennikarz i historyk wolnomularstwa, autor m.in. wydawanych wielokrotnie prac "Die Freimaurer" (1929) i napisanej wspólnie z Oskarem Posnerem "Internationales Freimaurer Lexicon" (1932)